# Božinci Donji
Božinci Donji (szerbül: Божинци Доњи), település Bosznia-Hercegovinában, a Szerb Köztársaság északi régiójában Doboj községben. 

## Fekvése
A település Bosznia-Hercegovina északi részén, Dobojtól légvonalban 22, közúton 30 km-re északra, a Boszna-folyó bal partján, a Krndija-hegység lejtőin, 120-270 méteres magasságban található.

## Népessége
| Nemzetiségi csoport | Népesség 1991 | Népesség 2013 |
| ------------------- | ------------- | ------------- |
| Szerb               | 575           | 327           |
| Bosnyák             | 0             | 1             |
| Horvát              | 6             | 1             |
| Jugoszláv           | 2             | 0             |
| Egyéb               | 4             | 3             |
| Összesen            | 587           | 332           |

## Története
A Boszna bal partja felett előkerült őskőkori telep és temető maradványainak tanúsága szerint területén már az őskorban emberi település volt. Ugyanezen a helyen bronzkori telepre utaló maradványokra is bukkantak.
A település 1878-ig tartozott az Oszmán Birodalomhoz, ekkor a berlini kongresszus határozata alapján az Osztrák-Magyar Monarchia része lett. 1879-ben az első osztrák-magyar népszámlálás során a Derventi járáshoz tartozó Božinci településnek 89 háztartása, 342 ortodox és 233 római katolikus lakosa volt. 1910-ben a Derventi járáshoz tartozó Božinci Srpski településen 85 háztartást és 466 ortodox lakost találtak. A monarchia szétesésével 1918-ban előbb a Szerb-Horvát-Szlovén Királyság, majd 1929-től a Jugoszláv Királyság része lett. 1921-ben a Derventi járáshoz tartozó Božinci Srpski községnek 459 lakosa volt, mind ortodox szerbek. Az 1929-es törvény értelmében, amikor Bosznia-Hercegovinát négy banovinára, Drinskára, Vrbaskára, Zetskára és Primorskára osztották, a település a Vrbaska banovina része lett, amelynek székhelye Banja Luka volt. 
A második világháborúban Jugoszlávia megszállása után a Független Horvát Állam (NDH) része lett. A második világháború után 1992-ig a település a szocialista Jugoszlávia keretében a Bosznia-Hercegovinai Népköztársaság része volt. A boszniai háborút lezáró daytoni békeszerződés rendelkezése alapján az ország területét felosztották a Bosznia-hercegovinai Föderáció és a boszniai Szerb Köztársaság között. A békeszerződés utáni területmegosztási megállapodás értelmében a település a Boszniai Szerb Köztársasághoz és Doboj községhez került.

## Nevezetességei
- Szent György tiszteletére szentelt ortodox templom a temetőben áll.

- Đukica Vis – paleolit telep és temető maradványai. A lelőhely egy, a Boszna völgye felett húzódó hosszúkás platón található. Itt 1961-ben földműves munkák közben egy őskori urnás temető maradványaira bukkantak. 1965-ben még további négy, megrongált urnás sír került elő égett csontokkal és urnatöredékkel. A temető területén egy a sárga agyagba ásott gödörben további kőeszközök kerültek elő. Korukat az őskőkorszakban és a bronzkorban határozták meg.[5]